# 바인베르크 터널
바인베르크 터널(독일어: Weinbergtunnel)은 스위스 취리히에 있는 철도 터널이다. 터널은 서쪽 접근로에서 취리히 중앙역까지 이어지며, 동쪽으로 역과 도심 아래에서 북쪽으로 방향을 틀고 취리히 욀리콘역으로 가는 남쪽 접근로에서 표면을 향하며 동쪽과 서쪽을 오가는 기차가 후방 운전 없이 취리히를 통과할 수 있다. 취리히 중앙역에 새로운 지하 플랫폼 세트가 포함되어 있으며 트윈 표준궤 1,435mm 가공 전차선을 사용하여, 15kV AC16 2/3Hz에서 전철화된 트랙이다.
터널은 2014년 6월 14일에 개통되었으며 알트슈테텐-취리히-욀리콘 교차 도시 노선(Durchmesserlinie 취리히라고도 함)의 일부를 형성한다. 여기에는 알트슈테텐에서 취리히 중앙역까지의 새로운 고가 접근 트랙과 욀리콘역 재건도 포함된다. 두 개의 추가 트랙과 플랫폼이 있다. 취리히 중앙역에서 터널은 중앙역 트랙 31에서 34까지 번호가 매겨진 4개의 플랫폼 트랙이 있는 한 쌍의 지하 섬 플랫폼을 제공하지만 때로는 뢰벤슈트라세역이라고도 한다. 이 플랫폼은 지하철과 쇼핑몰의 복합물에 의해 역의 다른 플랫폼 및 지하 및 지상 시설과 연결된다.
바인베르크 터널은 욀리콘에서 중앙역까지의 3가지 다른 경로 중 하나이며, 각각은 중간 능선을 통과한다. 바인베르크 터널과 달리 빕킹엔 터널과 케퍼베르크 터널은 모두 중앙역의 서쪽 접근로와 연결되어 있다. 세 개의 터널은 모두 욀리콘역 남쪽에 인접한 포털에서 나온다.
이 터널은 장거리 여객 열차와 취리히 S-반 노선 S2, S8, S14의 교외 열차에서 사용된다. 전체 알트슈테텐-취리히-욀리콘 교차 도시 노선이 개통될 예정인 2015년 12월부터 이 노선은 320개의 S-반 서비스와 140개의 장거리 서비스로 구성된 하루 460개의 열차가 운행될 것으로 예상된다.
경로를 따라 바인베르크 터널은 취리히 중앙역과 취리히 슈타델호펜역을 연결하는 히르센그라벤 철도 터널, 현재 사용되지 않는 레텐 철도 터널 및 밀히부크 도로 터널을 비롯한 여러 다른 터널 아래를 통과한다.

## 갤러리
- 터널 굴착에 사용되는 터널 굴착기
- 욀리콘 포털 건설; 핍킹엔 및 케퍼베르크 터널 오른쪽
- 개통 전 취리히 중앙역의 뢰벤슈트라세 플랫폼